# Erlenbach bei Marktheidenfeld
Erlenbach bei Marktheidenfeld es un municipio situado en el distrito de Meno-Spessart, en el estado federado de Baviera (Alemania), con una población a finales de 2016 de unos 2383 habitantes.
Se encuentra ubicado al noroeste del estado, en la región de Baja Franconia, cerca de la orilla del río Meno —un afluente derecho del Rin— y de la frontera con el estado de Hesse.